# Seznam nemških boksarjev
Seznam nemških boksarjev]].

## A
- Arthur Abraham

## B
- Max Baer
- Jürgen Blin

## D
- Alexander Dimitrenko

## H
- Marco Huck

## K
- Harald Klehn
- Luan Krasniqi

## M
- Henry Maske

## O
- Sven Ottke

## S
- Max Schmeling
- Eric Seelig
- Robert Stieglitz
- Felix Sturm

## U
- Oktay Urkal

## Z
- Sebastian Zbik